# Вейцман, Мартин
Мартин Лоуренс Вейцман (англ. Martin Lawrence Weitzman; 1 апреля 1942, Нью-Йорк, Нью-Йорк (штат), США — 27 августа 2019) — американский экономист, профессор экономики Гарвардского университета.

## Биография
Вейцман родился 1 апреля 1942 года в Нью-Йорке.
Вейцман получил степень бакалавра наук по математике и физики в Суортмор-колледже в 1963 году, магистерскую степень по статистике и исследованиям операциям в 1964 году в Стэнфордском университете. Докторской степени по экономике был удостоен в 1967 году в Массачусетском технологическом институте.
Преподавательскую деятельность начал в 1967—1970 годах в должности ассистента профессора экономики, а в 1970—1972 годах ассоциированным профессором в Йельском университете. В 1972—1974 годах ассоциированный профессор экономики, а в 1974—1989 года полный профессор кафедры экономики, в 1986—1989 годах профессор экономики кафедры Mitsui Массачусетского технологического института. С 1989 года профессор экономики Гарвардского университета.
Является помощником редактора в журналах «Journal of Comparative Economics», «Economics Letters», «Journal of Japanese and International Economics», «Journal of Environmental Economics and Management».

## Награды
За свои достижения был неоднократно награждён:
- 1963 — член общества Фи Бета Каппа[англ.],
- 1963 — двухлетний грант от Национального научного фонда,
- 1963 — стипендия Вудро Вильсона,
- 1966 — стипендия от Фонда Форда для написания диссертации,
- 1970 — стипендия Гуггенхайма,
- 1976 — член эконометрического общества,
- 1986 — член Американской академии искусств и наук,
- 1996 — специальная премия от Ассоциации экономистов, специализирующихся в области экологии и природных ресурсов[англ.],
- 2010 — премия от FEEM за исследования в области экологии, которые принесли самый весомый вклад за последние 20 лет,
- 2010 — премия E.ON за лучшую экономическую статью в электронном журнале,
- 2011 — премия Леонтьева за расширение границ экономической мысли,
- 2011 — лектор на лекции Таннера[англ.] в Оксфордском университете,
- 2011 — премия Эрика Кемпа[англ.] за лучшую работу в области экологии и природных ресурсов экономики,
- 2012 — специальная премия от Ассоциации экономистов, специализирующихся в области экологии и природных ресурсов[англ.],
- 2013 — премия Джона Кеннета Гэлбрейта от Ассоциации сельского хозяйства и прикладной экономики[англ.] в знак признания открытий, прорыва в экономике и выдающийся вклад в исследования,
- 2015 — приглашённый докладчик на лекции памяти Макса Вебера.